# Cuaespinós de capell roig
El cuaespinós de capell roig (Leptasthenura pileata) és una espècie d'ocell de la família dels furnàrids (Furnariidae).

## Hàbitat i distribució
Habita garrigues i bosos dels Andes, al sud, nord-oest i centre de Perú.